# Love Child (série télévisée)
Pour les articles homonymes, voir Love Child.
Love Child est une série télévisée australienne créée par Sarah Lambert, diffusée entre le 17 février 2014 et le 4 juillet 2017 sur Nine Network.
La série est inédite dans les pays francophones.

## Synopsis
Love Child est une série dramatique de la télévision australienne qui suit la vie du personnel et des résidents à l'hôpital (fictif) de Kings Cross et Stanton House à Sydney en 1969. Le drame a été créé par Sarah Lambert et a été diffusé pour la première fois sur le réseau télévisuel Nine le 17 février 2014.
La série est basée sur l'adoption forcée ayant réellement eu cours en Australie et pour laquelle l'ancienne première ministre Julia Gillard a offert en 2013, des excuses nationales aux personnes touchées.
Love Child comporte 4 saisons.

## Distribution

### Acteurs principaux
- Jessica Marais : Dr Joan Millar
- Jonathan LaPaglia : Dr Patrick McNaughton
- Mandy McElhinney : Matron Frances Bolton
- Ryan Johnson : Phillip Paige (saison 2)
- Ella Scott Lynch : Shirley Ryan
- Harriet Dyer : Patricia Saunders
- Sophie Hensser : Viv Maguire
- Gracie Gilbert : Annie Carmichael
- Miranda Taspell : Martha Tennant
- Ryan Corr : Johnny Lowry (saison 1)
- Matthew Le Nevez : Jim Marsh (saison 2)